# Харшбах
Харшбах (нем. Harschbach) — община в Германии, в земле Рейнланд-Пфальц. 
Входит в состав района Нойвид. Подчиняется управлению Пудербах.  Население составляет 422 человека (на 31 декабря 2010 года). Занимает площадь 2,18 км².